# Splendeuptychia purusana
Espèce
Splendeuptychia purusana est une espèce de papillons de la famille des Nymphalidae et de la sous-famille des Satyrinae et du genre Splendeuptychia.

## Dénomination
Splendeuptychia purusana a été décrit par Per Olof Christopher Aurivillius en 1929 sous le nom initial d’Euptychia purusana.

## Description
Splendeuptychia purusana est un papillon au dessus marron.
Le revers est marron foncé avec aux ailes postérieures une ligne submarginale comportant deux petits ocelles ronds, noirs pupillés et cernés d'orange près de l'apex puis des taches orange centrées d'un trait argenté et deux ocelles pupillés de gris métallisé dans des taches orangées près de l'angle anal.

## Écologie et distribution
Splendeuptychia purusana est présent dans le sud du Pérou, au Brésil et en Guyane,.

### Biotope
Il réside en sous-bois et se rencontre aux lisières.

### Protection
Pas de statut de protection particulier